# 函館機場
函館機場（日语：／ Hakodate kūkō */?）是位於日本北海道函館市的民用機場，根據日本《機場法》分類為重點機場。

## 簡介
於1961年啟用，位於距離函館市中心約10公里的沿海地區。機場的客運量和貨物吞吐量是全北海道機場第二高，僅次於新千歲機場，使用者數量為170萬，近年數量漸漸減少。
跑道方向為12/30，全長3000公尺，長度足以應付冬季降落的大型飛機。着陸範圍有300公尺，設有儀錶着陸系統。
客運大樓位於跑道北面，國內航班及國際航班的大樓是相連的，國內航班客運大樓於2005年6月竣工，現已正式啟用。供國內航班使用的空橋有3道，國際航班有1道，全機場合共有4道空橋。機場並設有4個供大型飛機使用、1個供中型飛機使用及4個供小型飛機使用的停機坪。

## 歷史
- 1961年4月20日 - 機場開業，當時跑道長度為1,200米
- 1967年 - 為跑道延長工程進行埋藏文化財（日语：埋蔵文化財）考古發掘
- 1971年 - 跑道延長至2,000米，第二代候機樓同時竣工，噴射客機開始投入服務
- 1976年9月6日 - 蘇聯空軍高級中尉（俄语：Старший лейтенант）維克多·別連科駕駛米格25戰鬥機投誠，並降落函館機場
- 1978年 - 跑道延長至2,500米
- 1983年 - 成為國際定期航班的備降機場
- 1994年4月4日 - 開辦國際航線，來往俄羅斯薩哈林州南薩哈林斯克及函館
- 1995年6月21日 - 全日空857號班機劫機事件
- 1999年3月25日 - 跑道延長至3,000米並投入服務
- 2002年1月21日 - 全日空391號班機降落失敗事故（日语：全日空391便函館空港着陸失敗事故）
- 2005年6月2日 - 第三代航站樓開幕
- 2017年2月9日 - 國際線航站樓經修繕後開幕

## 設施
客運大樓樓高3層，設施如下：
國內航班客運大樓
- 1/F 航空公司櫃枱、入境大廳
- 2/F 出境大廳、登機門、公用候機處、付費候機處、行李托運
- 3/F 餐廳、國內航班接待室、天台

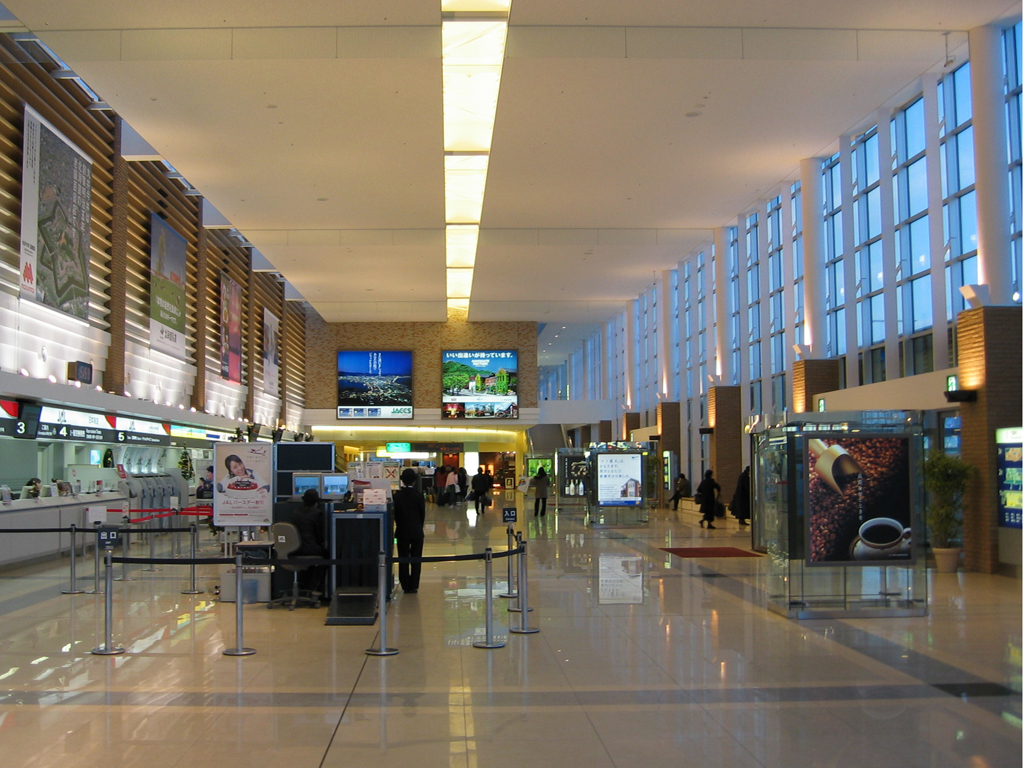
入境大廳
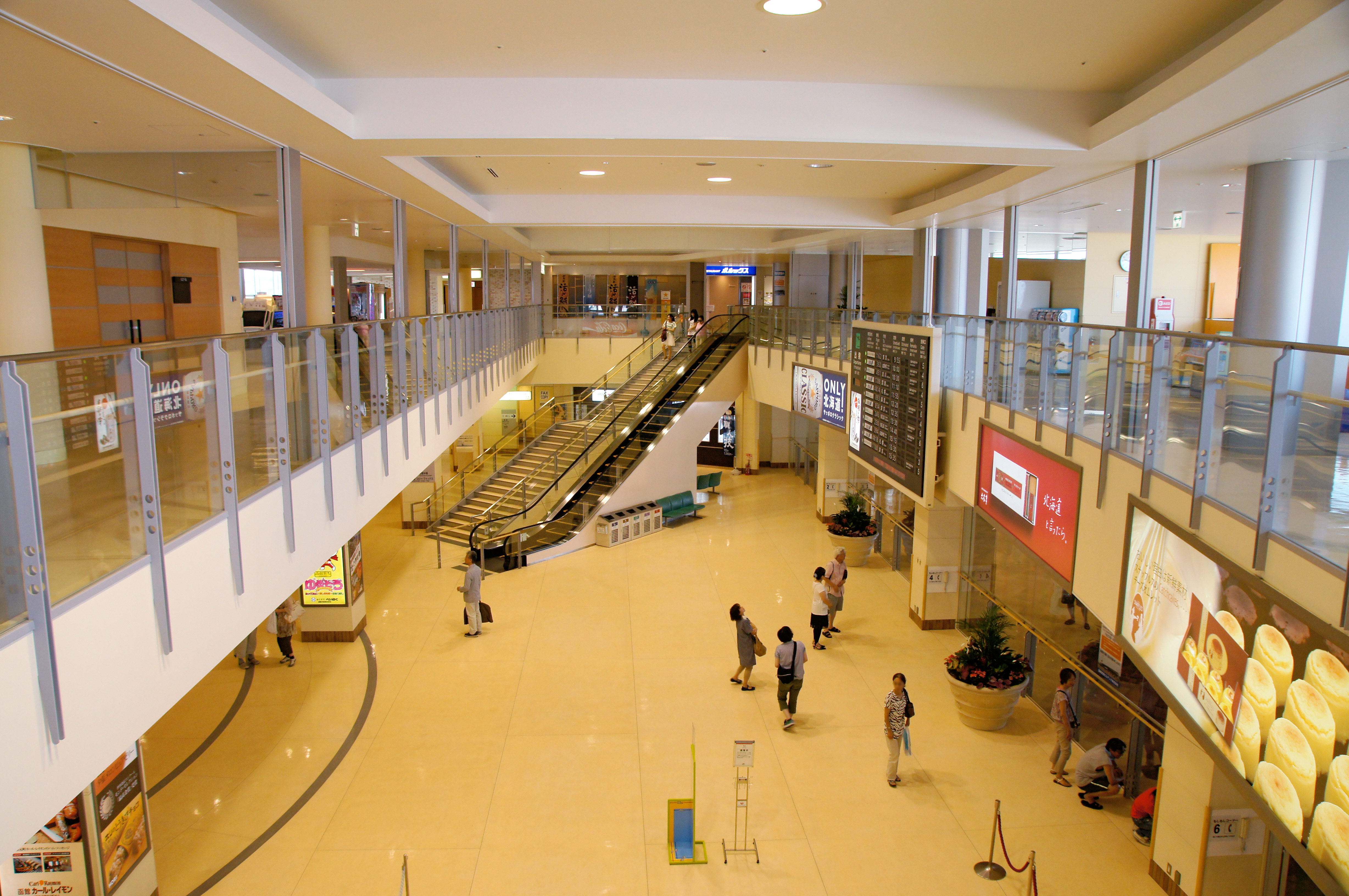
出境大廳
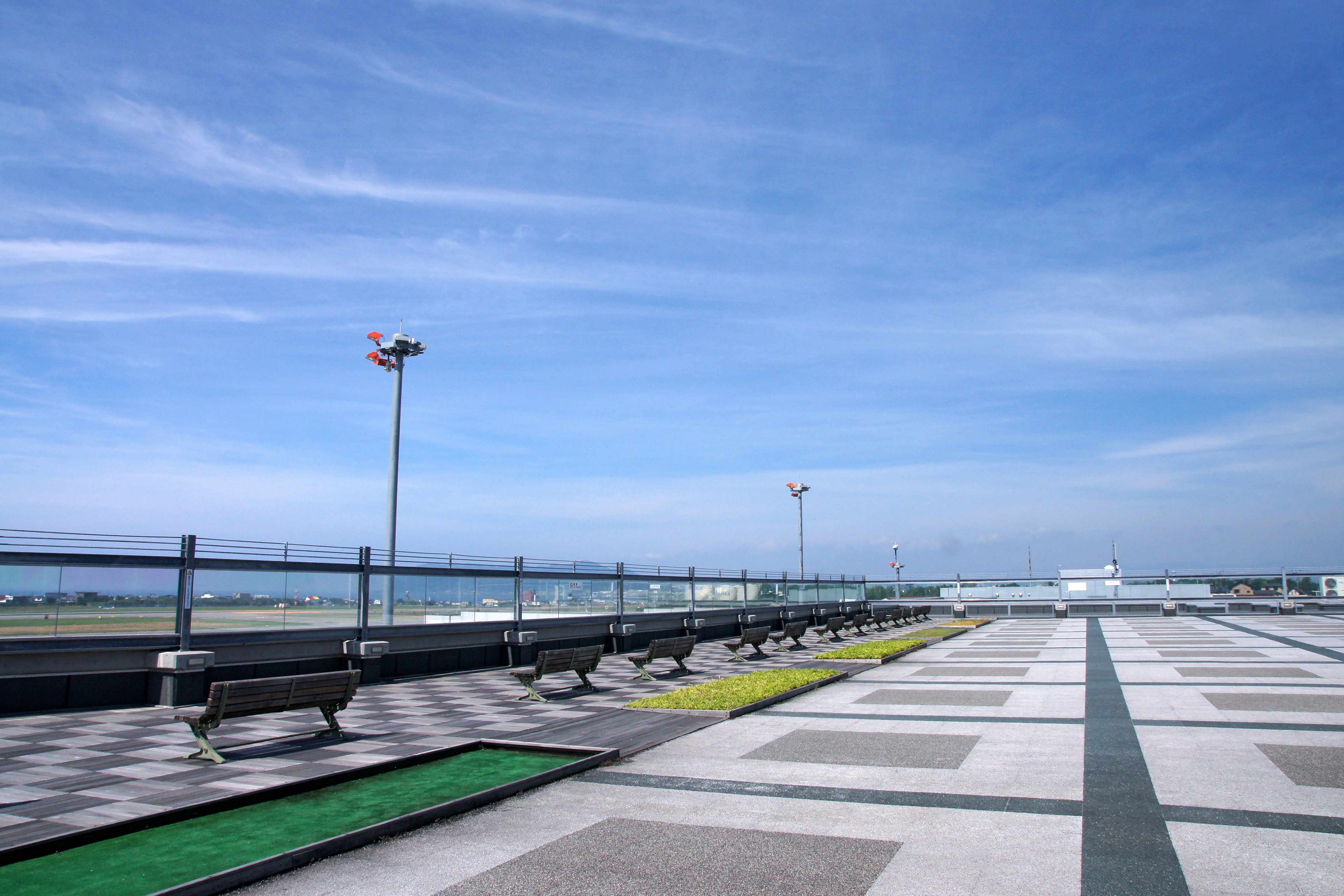
天台

國際航班客運大樓
- 1/F 航空公司櫃枱、出境大廳、入境大廳
- 2/F 候機室、免稅店、國際航班接待室

機場亦設有約600個停車位

## 航空公司與航點

### 國内線
| 航空公司                    | 目的地                            |
| --------------------------- | --------------------------------- |
| 日本航空                    | 東京-羽田                         |
| 日本航空 （由J-Air營運）    | 大阪-伊丹                         |
| 全日空                      | 東京-羽田、大阪-伊丹              |
| 全日空 （由全日空之翼營運） | 東京-羽田、大阪-伊丹、札幌-新千歲 |
| Air Do                      | 東京-羽田、名古屋-中部            |
| 北海道空中系統              | 札幌-丘珠、奧尻                   |

### 國際線
| 航空公司       | 目的地       |
| -------------- | ------------ |
| 台灣虎航（IT） | 台北-桃園    |
| 星宇航空（JX） | 台北-桃園    |
| 香港航空 (HX)  | 季節性：香港 |
| 濟州航空（7C） | 首爾-仁川    |

## 事件
- 1976年9月6日，蘇聯國土防空軍飛行員維克多·別連科駕駛米格-25战斗机降落在函館機場，投誠西方陣營。
- 1995年6月21日，由東京羽田飛往函館的全日空857號班機被一乘客劫持，在函館機場遭扣留，次日凌晨被特殊急襲部隊突擊解救，機上365人全數平安。

## 外部連結
- 函館機場官方網站 （页面存档备份，存于）（日語）（英文）